# Maison au 2, rue des Tonneliers à Dambach-la-Ville
La maison au 2, rue des Tonneliers est un monument historique situé à Dambach-la-Ville, dans le département français du Bas-Rhin.

## Localisation
Ce bâtiment est situé au 2, rue des Tonneliers à Dambach-la-Ville.

## Historique
L'édifice fait l'objet d'une inscription au titre des monuments historiques depuis 1930.